# 臺灣府淡水捕盜同知
臺灣府淡水捕盜同知，又稱「淡水同知」，該官職隸屬於臺灣道之臺灣府，為台灣清治時期的重要地方官員，始設置於1724年（雍正二年），官職品等則為正五品。淡水同知官職專司負責北台灣內政，為駐守於淡水廳的地方父母官。因為當時淡水廳管轄區域為台灣基隆至新竹，因此實為北台灣的實際統治者。

## 歷任
| # | 姓名   | 任職日期(西曆) | 任職日期(中曆) |
| - | ------ | -------------- | -------------- |
| 1 | 王汧   | 1724年         | 雍正二年       |
| 2 | 劉裕   | 1729年         | 雍正七年       |
| 3 | 張弘章 | 1731年         | 雍正九年       |